# Пенни, Луиза
Луиза Пенни (англ. Louise Penny, род. 1 июля 1958 года) — канадская писательница в жанре детектива, известная благодаря серии романов «Старший инспектор Гамаш» о полиции Квебека. Луиза Пенни начала карьеру с работы радиоведущей в Канадской телерадиовещательной корпорации. Затем она занялась писательской деятельностью и получила много наград за свои работы, в том числе пять раз подряд (2007—2010) премию Агаты за лучший детективный роман года и пять раз подряд (2010—2013) Премия Энтони за лучший роман года. Её романы были переведены на 22 языка.

## Ранние годы и карьера в КТК
Луиза Пенни родилась в Торонто в 1958 году. Её мать была заядлым читателем как художественной, так и документальной литературы, и особенно любила детективные романы,
поэтому Луиза выросла на книгах таких авторов, как Агата Кристи, Жорж Сименон, Дороти Ли Сэйерс и Майкл Иннес.
Луиза Пенни защитила степень бакалавра прикладных искусств (в области радио и телевидения) в Университете Райерсона в 1979 году. После обучения, в 21 год, она начала свою восемнадцатилетнюю карьеру радиоведущей и журналистки в Канадской телерадиовещательной корпорации. В начале карьеры она работала далеко от дома, родных и друзей и чтобы справиться с одиночеством пристрастилась к алкоголю. В 35 лет она признала, что у неё проблемы с алкоголем, и перестала пить. Вскоре после этого она встретила своего будущего мужа, Майкла Уайтхеда, главу отделения гематологии в детском госпитале в Монреале, на свидании вслепую.

## Литературная карьера
После замужества Луиза Пенни ушла из КТК, чтобы заняться писательской деятельностью. Она начала исторический роман, но не закончила его и в конечном итоге перешла на детективные романы. Её первый роман «Убийственно тихая жизнь», занял второе место среди восьмисот участников соревнования британской Ассоциации писателей-криминалистов Кинжал Дебютанта. Роман получил и другие награды, включая Новый Кровавый Кинжал в Великобритании, Arthur Ellis Award в Канаде как лучший дебютный детектив, Dilys Award, Премия Энтони и Barry Award в США за лучший дебют.
Луиза Пенни опубликовала ещё девять романов, почти каждый из которых номинировался на литературные премии в жанре детектива и побеждал в этих номинациях.
Её главный герой — старший инспектор Гамаш, глава отдела убийств полиции Квебека. Действие романов происходит в провинции Квебек, но они имеют много признаков британского жанра Кто это сделал?, включая убийства нетрадиционными орудиями, пасторальные пейзажи, много догадок и подозрений, отвлекающие манёвры и драматичное раскрытие убийцы на последних страницах книги.
В 2009 году, Луиза Пенни помогла учредить новую премию для начинающих канадских детективных писателей, Unhanged Arthur за лучший неопубликованный дебютный роман.
Луиза Пенни жила со своим мужем в маленькой деревне Нолтон в Восточных кантонах примерно в 100 км от Монреаля, по впоследствии у Майкла Уайтхеда были обнаружены деменция и проблемы с ходьбой (позже он мог передвигаться только в инвалидном кресле). Им пришлось продать свой загородный дом и переехать в квартиру в городе.
Майкл Уайтхед умер 18 сентября 2016 года.

## Награды
В 2013 году она получила Орден Канады «за вклад в культуру Канады как писателя, освещающего Восточные кантоны Квабека».

## Сценарии
В течение нескольких лет Луиза Пенни отказывалась продавать права на экранизацию своих произведений, опасаясь потерять творческий контроль над их героями. Тем не менее, когда к ней обратились представители компании PDM Entertainment and Attraction Images и предложили стать исполнительным продюсером на время съемок фильма, она изменила своё мнение и согласилась продать права на экранизацию своих первых двух романов. Still Life вышел в 2012 году с британским актером Натаниелем Паркером в роли старшего инспектора Гамаша. Кино транслировалось компанией CBC TV в 2013 году.

## Экранизации
- Основанный на книгах об Армане Гамаше сериал Prime Video Три сосны, Главную роль исполнил Альфред Молина (2022)